# Oiceoptoma inaequale
Oiceoptoma inaequale es una especie de escarabajo carroñero del género Oiceoptoma, categorizada en la tribu Silphini, de la subfamilia Silphinae. Fue descrita por Fabricius en 1781.

## Distribución
Se distribuye por América del Norte: Canadá (Ontario) y Estados Unidos de América (Alabama, Arkansas, Florida, Illinois, Indiana, Iowa, Kansas, Kentucky, Luisiana y Maryland).